# 饒平厝
饒平厝，是臺灣彰化縣田尾鄉、北斗鎮交界地帶的一個地名，範圍大致包括田尾鄉的饒平村不含西南部、睦宜村北半部，以及北斗鎮文昌里的北部。

## 歷史
台灣清治末期至日治初期，饒平厝地區為一街庄，稱為「饒平厝庄」，隸屬於東螺東堡。昔日該庄西南邊隔濁水溪分流與北斗庄、北勢藔庄相望，西北與溪仔頂庄為鄰，東北與田尾庄、曾厝崙庄、
鎮平庄、大紅毛社庄為鄰，東南邊為外三塊厝庄。
1901年（日治明治三十四年）11月，該庄隸屬於彰化廳。1909年（明治四十二年）10月，改隸屬於臺中廳。1920年（大正九年），該庄改制為「饒平厝」大字，隸屬於臺中州北斗郡田尾庄。
戰後田尾庄改制為田尾鄉，隸屬於彰化縣，大字亦改制為村。

## 濁水溪整治
1911年（明治四十四年），濁水溪開始進行治理工程，成立「濁水溪治水工事事務所」，分三期進行整治工作。縱貫線通車後，為了保護縱貫鐵路，在二水鐵路橋上下游兩岸興建下水埔、新虎尾、林內等堤防，將原來巨幅擺盪的河道截堵成現在的濁水溪樣貌。
饒平厝地區南部邊界原有之濁水溪分流已不復見，今日流經本地區且作為田尾鄉、北斗鎮分界的的舊濁水溪河道也與昔日該分流路徑大不相同。
　

## 交通
省道台1線大致以東北－西南走向經過饒平厝地區西部，由此往東北可前往員林、彰化、清水、新竹等地，往西南可前往西螺、斗南、嘉義、新營等地。

## 學校
- 田尾國中
- 田尾國小